# Midvale (Idaho)
Midvale is een plaats (city) in de Amerikaanse staat Idaho, en valt bestuurlijk gezien onder Washington County.

## Demografie
Bij de volkstelling in 2000 werd het aantal inwoners vastgesteld op 176.
In 2006 is het aantal inwoners door het United States Census Bureau geschat op 184, een stijging van 8 (4,5%).

## Geografie
Volgens het United States Census Bureau beslaat de plaats een oppervlakte van
0,9 km², geheel bestaande uit land. Midvale ligt op ongeveer 775 m boven zeeniveau.

## Plaatsen in de nabije omgeving
De onderstaande figuur toont nabijgelegen plaatsen in een straal van 48 km rond Midvale.